# Jacopo Gaddi
Jacopo Gaddi (Firenze, 1600 circa – 1668) è stato un poeta e scrittore italiano.

## Biografia e opera
Nato in una ricca famiglia aristocratica, Gaddi fu celebre nella Firenze dei suoi tempi e fu in corrispondenza con numerosi intellettuali fuori dalla sua città natale come il pittore Cristofano Allori, e, durante il suo soggiorno fiorentino (1638-39), lo scrittore inglese John Milton. Gaddi fu membro dell'Accademia fiorentina (dal 1620) e fu promotore e principe dell'Accademia degli Svogliati, che incluse tra i suoi membri i più illustri letterati ed eruditi della Firenze del tempo, come Alessandro Adimari, Benedetto Buommattei, e Poliziano Mancini e tra i suoi soci corrispondenti il poeta Gabriello Chiabrera, che al Gaddi indirizzò il sermone Contro l'effemminatezza dei giovani italiani. Anche Milton prese parte ad alcune adunanze degli Svogliati (16 e 17 sett. 1638, 24 e 31 marzo 1639) dove lesse un suo poema in esametri latini (probabilmente Ad Patrem o Naturam non pati senium).
Nel 1628 pubblicò un volume di poesie latine Corollarium poeticum (Patavii 1628, poi Florentiae 1636). Pubblicò diverse opere in italiano e latino, tra cui l'Elogiographus scilicet Elogia omnigena (Florentiae 1638) e alcuni brevi saggi storici e poesie.
Tra il 1648 e il 1649 Gaddi pubblicò in due volumi in folio la sua opera più ambiziosa, il De scriptoribus non ecclesiasticis, graecis, latinis, italicis (I, Florentiae 1648; II, Lugduni 1649), ampio studio di storia letteraria dalla classicità fino ai suoi giorni, una delle storie della letteratura più lette e apprezzate del periodo. L'opera ebbe grande successo in Italia, ma suscitò aspre critiche da parte degli eruditi tedeschi, in particolare Daniel Georg Morhof, che ne accusava l'assenza di documentazione precisa.
La sua vasta biblioteca, acquistata dal granduca di Toscana Francesco II Stefano nel 1755, è divisa tra la Biblioteca Nazionale di Firenze, la Biblioteca Laurenziana e l'Archivio di Stato.

## Opere
- (LA) Jacopo Gaddi, Iacobi Gaddii patritii, et Academici Florentini, Poematum libri duo, Patavii, apud Variscum Varisci, 1628. URL consultato il 12 giugno 2019.
- (LA) Jacopo Gaddi, Jacobi Gaddii. Adlocutiones et elogia exemplaria, cabalistica, oratoria, mixta, sepulcralia, Florentiae, typis P. Nestei, 1636. URL consultato il 12 giugno 2019.
- (LA) Jacopo Gaddi, De scriptoribus non ecclesiasticis, graecis, latinis, italicis primorum gradum in quinque theatris scilicet philosophico, poetico, historico, oratorio, critico: Iacobi Gaddii ... critico-historicum, et bipartitum opus, vol. 1, Florentiae, typis Amotoris Massae, 1648. URL consultato il 12 giugno 2019.
- (LA) Jacopo Gaddi, De Scriptoribus non Ecclesiasticis, Graecis, Latinis, Italicis Critico-Historicum opus: In Hoc Haud pauca Continentur ad Politicam, & Naturalem Philosophiam ; ad Theologiam tum Christianam, tum Ethnicam, ad Historiam multiplicem, cuius casus memorabiles referuntur, citatis M.SS. quorum nonnulla multis ignota delitescunt ; ad Criticam & Poëticam Artem spectantia, ita ut Opus curiosum, & utile sit non modò Philologis, sed etiam Philosophis, Theologis, & Concionatoribus, vol. 2, Lugduni, ex Typographia Ioan. Pet. Chancel, 1649. URL consultato il 12 giugno 2019.